# Athrycia cinerea
Athrycia cinerea är en tvåvingeart som först beskrevs av Daniel William Coquillett 1895.  Athrycia cinerea ingår i släktet Athrycia och familjen parasitflugor. Inga underarter finns listade i Catalogue of Life.